# Francis J. Harvey

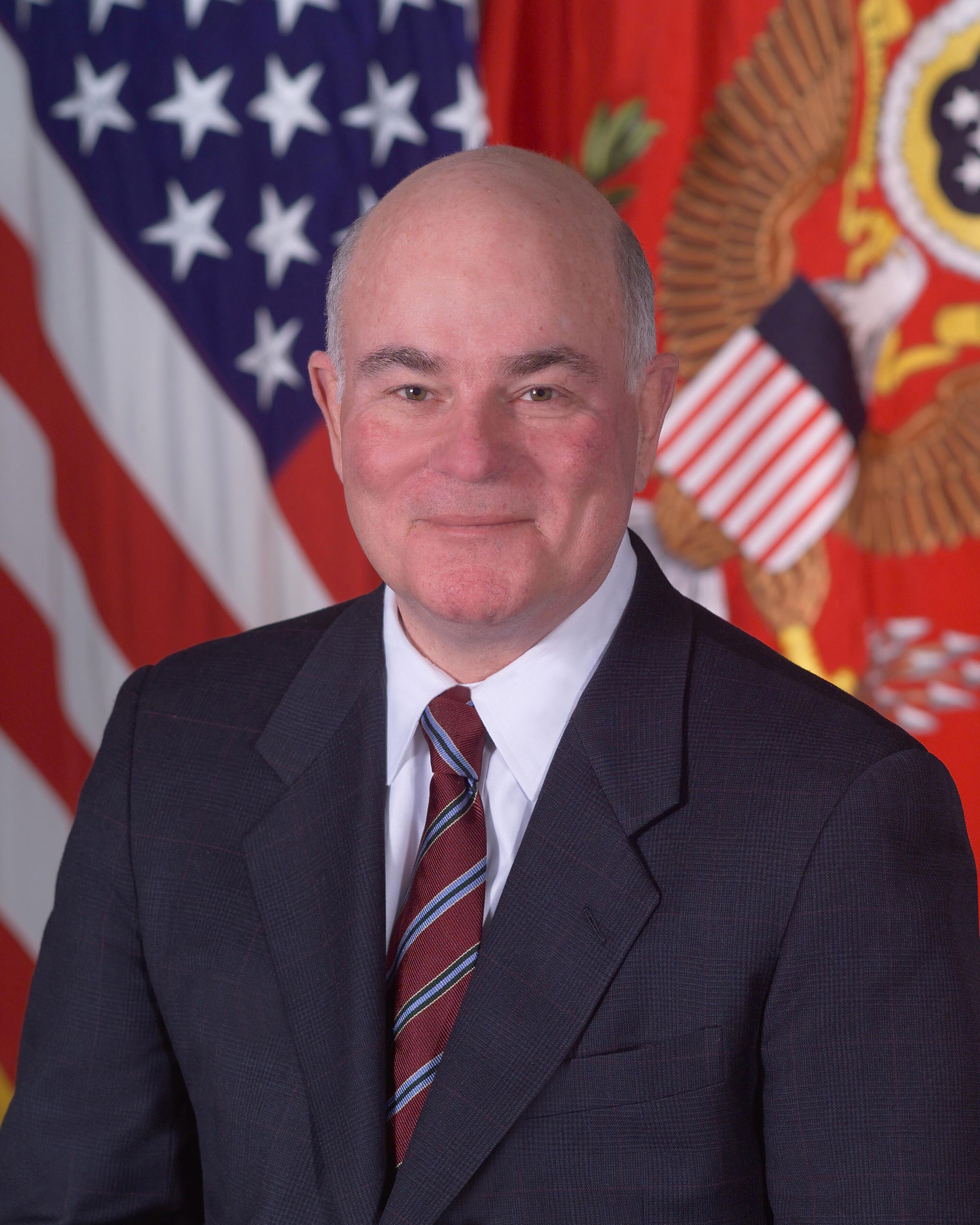
Francis J. Harvey

Francis Joseph Harvey (* 8. Juli 1943 in Latrobe, Pennsylvania) ist ein US-amerikanischer Politiker (Republikanische Partei). Er war von 2004 bis 2007 United States Secretary of the Army.

## Studium und berufliche Laufbahn
Harvey studierte Metallurgie und Materialwissenschaft an der University of Notre Dame. Er schloss mit einem Bachelor of Science ab. Danach absolvierte er ein Postgraduiertenstudium der Studiengänge, das er mit einem Doktor an der University of Pennsylvania beendete.
Zwischen 1969 und 1997 war er Angestellter beim Konzern Westinghouse, wo er zum Präsidenten der Elektroniksystemgruppe, Präsidenten der Regierungs- und Umweltdienstegesellschaft sowie schließlich zum Chief Operating Officer der Industrie- und Technologiegruppe aufstieg. Daneben war er Chief Executive Officer (CEO) des Verteidigungsunternehmens IT Group und Vorstandsmitglied mehrerer anderer Unternehmen.
Während seiner langjährigen beruflichen Laufbahn war er an mehr als 20 Verteidigungsprogrammen beteiligt, die Panzer, Raketen, Unterseeboote, Flugzeuge und Satelliten umfassten. Zuletzt war er Direktor und Stellvertretender Vorstandsvorsitzender von Duratek Inc., einer Gesellschaft zur Vorbehandlung von radioaktiven und anderen umweltgefährdenden Abfällen.

## Heeresminister unter Präsident Bush
Harvey, der zeitweise Ende der 1970er Jahre auch für ein Jahr so genannter White House Fellow und Assistent des damaligen Verteidigungsministers Harold Brown war, wurde Ende der 1990er Jahre Mitglied des Wissenschaftsgremiums der Armee (Army Science Board), das sich mit der Definition der zukünftigen Kampfsysteme beschäftigte.
Am 15. September 2004 wurde er von Präsident George W. Bush als neuer Secretary of the Army nominiert. Dieses Amt trat er dann als Nachfolger des zuvor amtierenden Ministers Les Brownlee am 2. Dezember 2004 an. Als Heeresminister war er der höchste zivile Beamte des Heeres und somit verantwortlich für alle Angelegenheiten des Truppenteils.
Am 9. März 2007 musste Harvey wegen eines Skandals um Sorgfaltspflichtverletzungen im Walter Reed Army Medical Center (WRAMC) zurücktreten, nachdem er von Verteidigungsminister Robert Gates eine Woche zuvor um diesen Schritt gebeten wurde. Der Skandal führte auch zum Rücktritt des Kommandeurs des WRAMC, Generalmajor George W. Weightman, sowie des früheren Kommandeurs des WRAMC und Generalstabsarztes der US Army, Generalleutnant Kevin C. Kiley.